# Aeroportul Natashquan
Aeroportul Natashquan (IATA: YNA, ICAO: CYNA) este un aeroport din Natashquan⁠(d), Minganie Regional County Municipality⁠(d), Côte-Nord⁠(d), Provincia Québec, Canada.
Situat la o altitudine de 12 m, aeroportul dispune de o singură pistă.